# Polityka zagraniczna Konga
Polityka zagraniczna Konga – polityka zagraniczna prowadzona przez władze Republiki Konga.

## Historia
Od 1960 roku Republika Konga jest członkiem Organizacji Narodów Zjednoczonych. Jego akces rekomendowała Rada Bezpieczeństwa ONZ rezolucją 152 z 23 sierpnia 1960 roku, a Zgromadzenie Ogólne zatwierdziło członkostwo na swojej 15. sesji.
W czasach Ludowej Republiki Konga kraj ten utrzymywał bardzo silne relacje ze Związkiem Radzieckim i innymi krajami bloku wschodniego. Po przejęciu władzy przez obóz Alphonse’a Massamba-Débata w 1963, władze Konga przyjęły kurs socjalistyczny, co stało się podstawą rozwoju relacji z ZSRR. Stosunki dyplomatyczne pomiędzy Kongiem a ZSSR nawiązano 16 marca 1964 roku. Od 1966 roku Republika Konga otrzymywała pomoc wojskową od ZSRR. Centralna Agencja Wywiadowcza USA szacuje, że od połowy lat 60. ZSRR dostarczył Kongu uzbrojenie o wartości ok. 200 mln USD, w tym co najmniej 23 myśliwce MiG-21 i 8 śmigłowców Mi-8, a także utrzymywał ok. 340 doradców w strukturach wojskowych i bezpieczeństwa Konga. ZSRR prowadził również szkolenia wojskowe Kongijczyków zarówno w ZSRR, jak i w Kongu.
W połowie lat 70. Kongo odgrywało funkcję zaplecza logistycznego dla radzieckiego wsparcia ruchów wyzwoleńczych w południowej Afryce – amerykańskie dokumenty rządowe odnotowują liczne rejsy statków radzieckich z bronią do Pointe-Noire oraz przerzut sprzętu drogą lotniczą, m.in. na rzecz MPLA w Angoli. Od 1975 roku port w Pointe-Noire i lotnisko w Brazzaville służyły jako kluczowe węzły logistyczne dla zaopatrywania i wzmacniania sił kubańskich w Angoli.
31 grudnia 1991 r. Republika Konga uznała Federację Rosyjską jako państwo-kontynuatora ZSRR w relacjach dwustronnych.

## Członkostwo w organizacjach międzynarodowych
Kongo jest obecnie członkiem Międzynarodowego Trybunału Karnego z dwustronną umową o immunitecie dla amerykańskiego wojska.
Kongo jest także członkiem Organizacji Narodów Zjednoczonych, Unii Afrykańskiej, Afrykańskiego Banku Rozwoju, Układ ogólnego w sprawie Taryf Celnych i Handlu (GATT), Wspólnoty Gospodarczej Państw Afryki Środkowej, Międzynarodowej Organizacji Kawy, Intelsatu, Interpolu, Ruchu Państw Niezaangażowanych i Grupy 77.
Kongo korzysta ze wspólnej waluty (frank CFA BEAC) i polityki pieniężnej Banku Państw Afryki Środkowej, wspólnego dla sześciu państw.
W czerwcu 2018 roku Kongo zostało członkiem Organizacji Krajów Eksportujących Ropę Naftową (OPEC).

## Wzajemne stosunki dyplomatyczne

Kraje z którymi Republika Konga utrzymuje stosunki dyplomatyczne

Kongo posiada wzajemne stosunki dyplomatyczne (poprzez ambasady, konsulaty oraz akredytację z ambasad państw sąsiedzkich) m.in. z Kanadą (akredytacja), Chinami (relacje z Chińską Republiką Ludową mają wyraźny wymiar infrastrukturalny i finansowy – Pekin ufundował m.in. nową siedzibę parlamentu w Brazzaville), Francją (ambasada oraz francuski konsulat w Pointe-Noire), Indiami, Meksykiem (akredytacja), Namibią, Rosją, Koreą Południową, a także ze Stanami Zjednoczonymi.